# Friedrich von Hombergk zu Vach

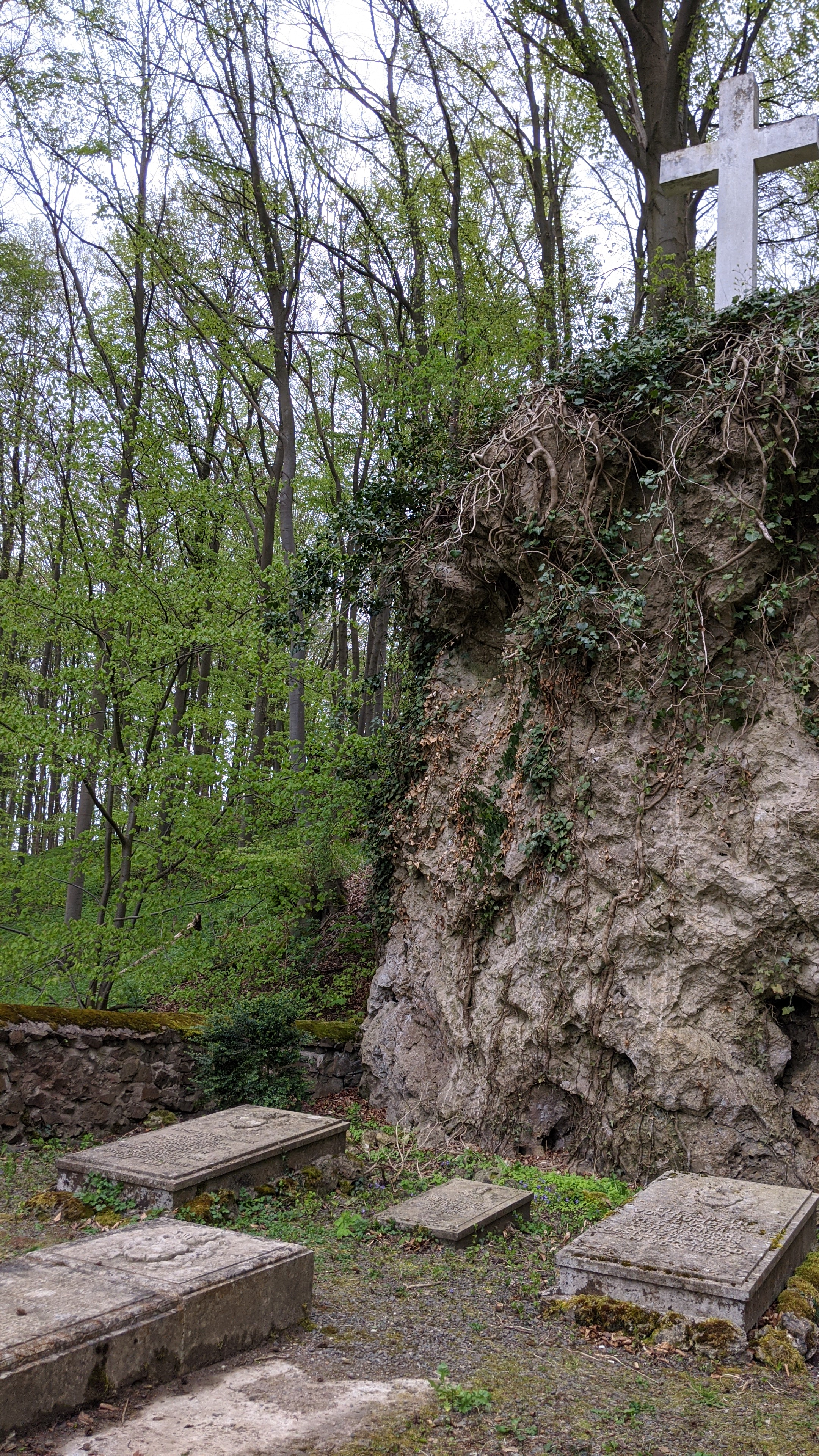
Erbgrab von Fritz, Anna Maria, deren Tochter und Paul von Hombergk

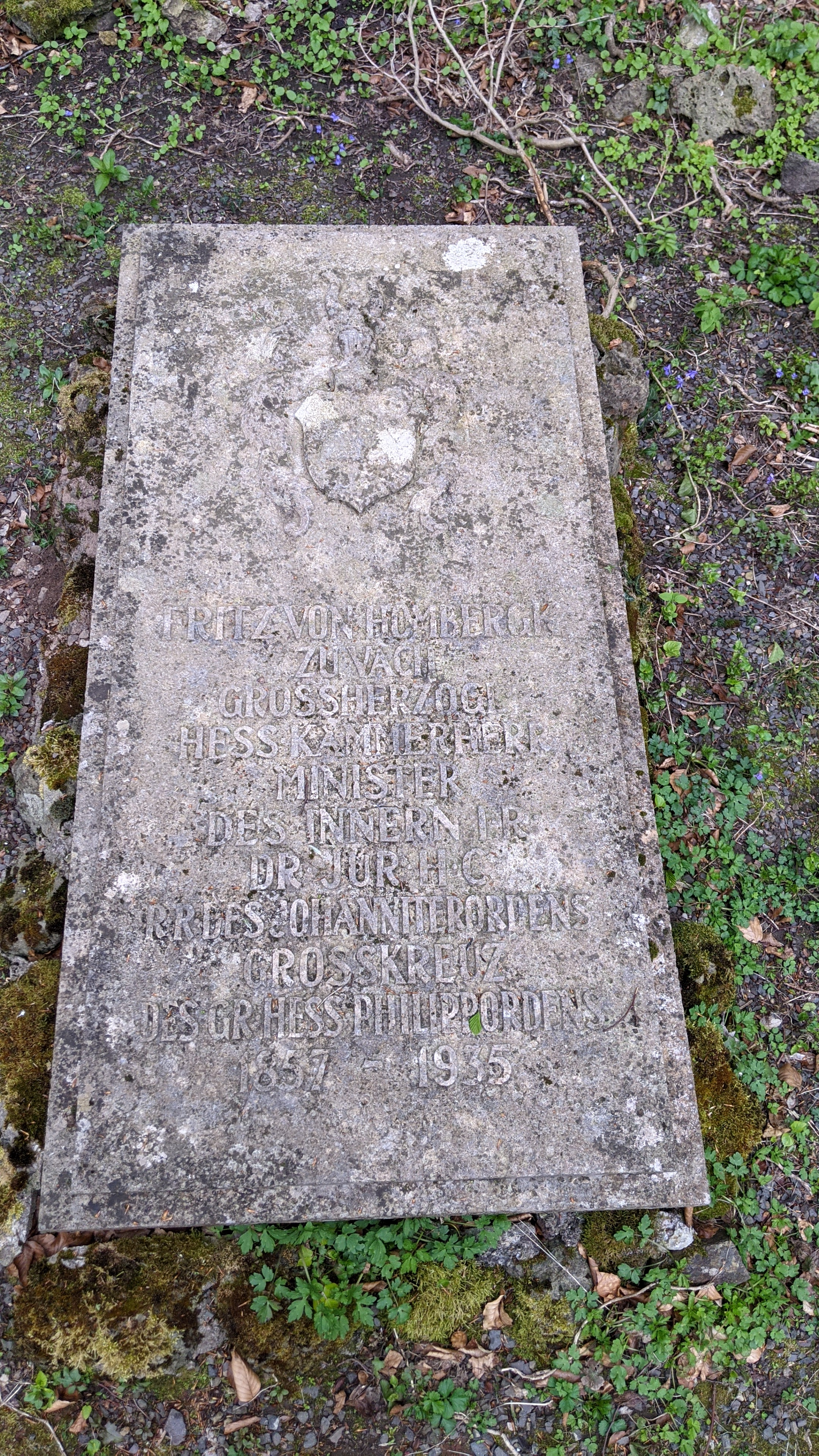
Grabplatte

Friedrich (Fritz) Albert Johann Eduard Adolf von Hombergk zu Vach (* 6. März 1857 in Darmstadt; † 7. Oktober 1935 ebenda) war Innenminister der Regierung des Großherzogtums Hessen.

## Familie
Friedrich von Hombergk zu Vach war der Sohn des im Deutsch-Französischen Krieg gefallenen Hauptmanns Friedrich Franz Wilhelm von Hombergk zu Vach (1830–1870), der aus dem gleichnamigen hessischen Geschlecht stammte, und dessen Frau Martha Sophie Klara Hildegard, geborene Henckel.
Friedrich von Hombergk zu Vach heiratete am 21. November 1889 in Worms Elisabeth Anna Maria Reinhart (1868–1942), die Tochter des Lederfabrikanten und großherzoglich hessischen Kommerzienrates Georg Christof Reinhart, und dessen Frau Anna Clara Josepha, geborene Hundhausen.
Friedrich von Hombergk zu Vach war Besitzer des Fideikommisses Klein-Vach bei Allendorf a.d.Werra und Rechtsritter des Johanniterordens.

## Karriere
Friedrich von Hombergk zu Vach legte 1875 am Großherzoglichen Gymnasium zu Darmstadt die Reifeprüfung ab und studierte Rechtswissenschaft an den Universitäten Berlin, Leipzig und Gießen. Aus dem Militärdienst schied er als Hauptmann der Reserve aus.
Er begann seine Laufbahn im Staatsdienst als Hofgerichtsakzessist. 1883 wurde er Kommissar im Polizeiamt Darmstadt, 1885 Amtmann im Kreis Schotten und 1886 im Kreis Worms. 1895 zum Regierungsrat befördert, wurde er 1897 Kreisrat des Kreises Alzey, 1900 im Kreis Offenbach und 1908 im Kreis Mainz. Die letztgenannte Stellung war mit den Ämtern eines Direktors der Provinz Rheinhessen und des landesherrlichen Territorialkommissars der Festung Mainz verbunden.
Neben seiner Karriere im Staatsdienst stieg er – Mitglied einer alten, hessischen, ritterschaftlichen Familie – auch am großherzoglichen Hof auf. Die Titel lauteten: Hofjunker (1882), Kammerjunker (1885) und Kammerherr (1891). 1906 erhielt er das Hofdienstehrenzeichen für 25 Dienstjahre am großherzoglichen Hof.
1910 wurde Friedrich von Hombergk zu Vach zum Innenminister des Großherzogtums ernannt – wie sich herausstellen sollte zu dessen letztem: Er verlor das Amt in der Novemberrevolution 1918.

## Ehrungen
- 1901 Ritterkreuz I. Klasse des Verdienstordens Philipps des Großmütigen[3]
- 1903 Russischer Sankt-Stanislaus-Orden II. Klasse[3]
- 1908 Preußischer Kronenorden III. Klasse[3]
- 1909 Komturkreuz II. Klasse des Verdienstordens Philipps des Großmütigen[3]
- 1910 Russischer Orden der Heiligen Anna I. Klasse[3]
- 1911 Komturkreuz I. Klasse des Verdienstordens Philipps des Großmütigen mit der Krone[3]
- 1915 Großkreuz des Verdienstordens Philipps des Großmütigen[3]
- 1917 Preußischer Kronenorden I. Klasse[2]
- 1917 Dr. jur. h. c.[3]